# Xanthodaphne raineri
Xanthodaphne raineri é uma espécie de gastrópode do gênero Pleurotomella, pertencente a família Raphitomidae.